# Seaquest (jogo eletrônico)
Seaquest é um jogo de vídeo game criado para o console Atari 2600. O jogo foi lançado em 1983 pela empresa Activision.
O jogo consiste de pilotar um submarino, para atacar outros submarinos e tubarões e resgatar mergulhadores. Ao resgatar 6 mergulhadores, o jogador ganhava mais pontos e ao fazer 10 mil pontos, e múltiplos, o jogador ganhava uma vida extra.